# TV Eye Live 1977
Albums de Iggy Pop
Live at the Channel Boston M.A. 1988
TV Eye Live 1977 ou TV Eye est album en concert d'Iggy Pop, sorti en 1978.

## Titres
Les titres de cet album ont été enregistrés lors de trois concerts différents, à l'Agora à Cleveland les 21 et 22 mars 1977 (*), à l'Aragon à Chicago le 28 mars 1977 (**) et à l'Uptown Theater à Kansas City le 26 octobre 1977 (***).
1. TV Eye – 4:22 *
2. Funtime – 3:22 *
3. Sixteen – 3:58 ***
4. I Got a Right – 4:27 ***
5. Lust for Life – 4:01 ***
6. Dirt – 5:18 *
7. Nightclubbing – 6:14 ***
8. I Wanna Be Your Dog – 4:16 **

## Musiciens
- Iggy Pop : chant
- David Bowie : piano, claviers, chœurs *,**
- Ricky Gardiner : guitare *,**
- Stacey Heydon : guitare ***
- Tony Sales : basse
- Hunt Sales : batterie
- Scott Thurston : piano, guitare, harmonica, synthétiseur ***